# Aeroportul Municipal Watsonville
Aeroportul Municipal Watsonville (IATA: WVI, ICAO: KWVI, FAA LID: WVI) este un aeroport din Santa Cruz County⁠(d), California, Statele Unite ale Americii. Aeroportul a fost tranzitat în 2019 de 18 pasageri. A fost deschis în 1943.
Situat la o altitudine de 50 m, aeroportul dispune de 2 piste.

## Infrastructură

### Piste
Aeroportul dispune de 2 piste. Pista 02/20 are suprafața de asfalt și dimensiunile 4.501 picioare × 149 picioare. Pista 09/27 are suprafața de asfalt și dimensiunile 3.998 picioare × 98 picioare. 